# حصار قاعدة منغ الجوية
كان حصار قاعدة منغ الجوية مواجهة عسكرية بين الجيش السوري الحر وجماعات المعارضة الإسلامية الأخرى من جهة، والقوات المسلحة السورية من جهة أخرى.

## الخلفية
بعد أشهر من الصراع والفشل من جانب المعارضة بالإطاحة بحكومة بشار الأسد، بدأ بعض الثوار بتغيير تكتيكاتهم إلى استهداف القواعد العسكرية التي تسيطر عليها الحكومة. وكانت قاعدة منغ الجوية قاعدة حاسمة استخدمتها الطائرات العسكرية السورية لقمع قوات المعارضة في شمال البلاد، وخاصة في مدينة حلب.[بحاجة لمصدر]